# Álvaro Yunque

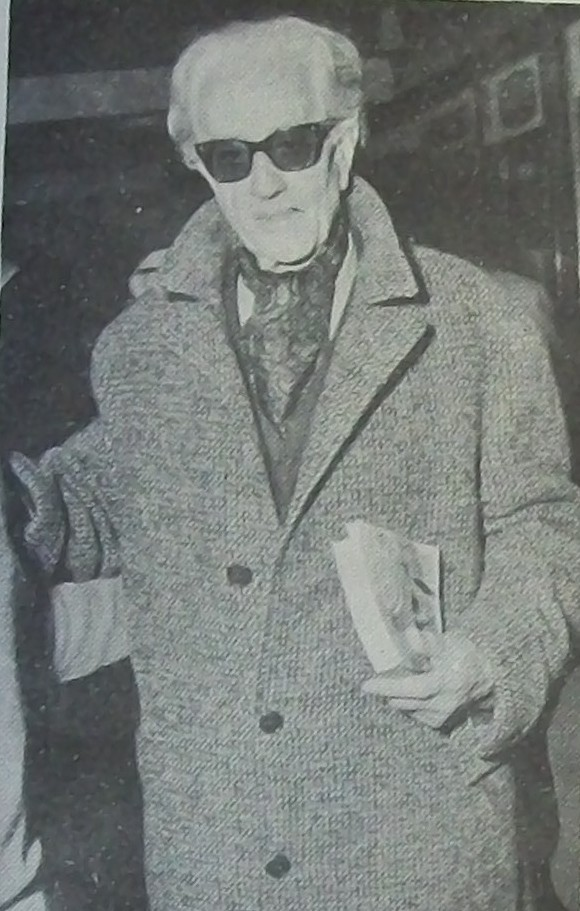
Álvaro Yunque im Jahr 1965

Álvaro Yunque, eigentlich Arístides Gandolfi Herrero, (* 20. Juni 1889 in La Plata, Provinz Buenos Aires; † 8. Januar 1982 in Tandil, Provinz Buenos Aires) war ein argentinischer Dramaturg, Journalist und Schriftsteller.

## Leben
Yunque stammte von italienischen Einwanderern ab, sein Vater Adán Gandolfi kam aus Mailand, seine Mutter stammte aus Argentinien. Mit zwölf Jahren kam Yunque zusammen mit seiner Familie nach Buenos Aires und er besuchte dort das Colegio Nacional Central. 1908 wechselte er an die Universidad de Buenos Aires, um dort unter anderem Naturwissenschaften zu studieren.
Anschließend bekam er eine Anstellung als Lehrer für Mathematik, übte den Beruf aber nur kurze Zeit aus. Als Journalist konnte er in nahezu allen Tageszeitungen Argentiniens publizieren und parallel dazu fungierte er als Herausgeber verschiedener Zeitungen und Zeitschriften („Rumbo“, „Campana de Palo“, „El Patriota“).
1913 brach er dieses Studium ohne Abschluss ab und widmete sich fortan nur noch der Literatur und dem Schreiben. Zusammen mit Leónidas Barletta und Leónidas Barletta zählte Yunque zu den wichtigeren Vertretern der literarischen Vereinigung Grupo Boedo.
1925 gehörte Yunque zu den Gründungsmitgliedern des Teatro Libre und leitete später auch für einige Zeit eine Wanderbühne. 1929 heiratete Yunque seine entfernte Verwandte Albina Gandolfi und hatte mit ihr zwei Kinder; Adalbo und Alba.
Am 8. Januar 1982 starb Álvaro Yunque im Alter von 92 Jahren in Tandil und fand dort auch seine letzte Ruhestätte.

## Werke (Auswahl)
- Barcos de papel. 1926.
- Descubrimiento del hijo. 1931.
- Jauja. Otros barcos de papel. 1928.
- La literatura social en la Argentina. 1943.
- Poemas gringos. 1932.
- Poetas sociales en la Argentina. 1943.
- Ponchos. 1938.
- Zancadillas. 1926.